# Sadia
Sadia é uma das marcas da BRF, uma produtora de alimentos frigoríficos do Brasil. Criada em 1944 por Attilio Fontana, em Concórdia, Santa Catarina, permaneceu por décadas uma empresa familiar em franca expansão, fundando também uma corretora, a Concórdia (fundida com a Spinelli, hoje Necton), e uma empresa de transporte aéreo, a Transbrasil (falida em 2001). Durante a crise financeira de 2008, incorreu em prejuízos bilionários em operações de câmbio no mercado futuro, buscando auxílio do governo, que pressionou, através do Previ, a fusão com a Perdigão, criando a Brasil Foods.

Uma das unidades fabris da marca.

## História

### Fundação
A Sadia foi fundada por Attilio Fontana, em 7 de junho de 1944, a partir da S. A. Indústria e Comércio Concórdia, cujas inicias (SA e a palavra Concórdia) dão nome à Sadia. A SA fora fundada dois anos antes por um grupo de empreiteiros da cidade de Concórdia, composta por, entre outros empreendimentos, um frigorífico e um moinho, o Moinho Concórdia. A empresa não lucrava, e Fontana, um comerciante gaúcho, foi convidado a associar-se para reerguer os negócios. Depois de ajudar na recomposição da empresa, Fontana anunciou sua saída do negócio aos sócios, que lhe pediram para ficar. Fontana comunicou que ficaria apenas sob a condição de que os demais sócios vendessem-lhe parte de sua participação, com desconto, tornando-o controlador. Para a surpresa de Fontana, os sócios aceitaram. Seis meses depois, Fontana renomeou o frigorífico, que passou a se chamar Sadia.:140-141
Se nas décadas anteriores a região era vista como área de difícil acesso e desprovida de desenvolvimento social ou econômico, nos anos 40, começava a se tornar importante centro produtor. O cultivo do milho, trigo, feijão, fumo e batata crescia, assim como a criação de suínos, o que posicionava o município de Concórdia entre os 10 mais prósperos do estado. Em meio às grandes transformações mundiais e ao avanço industrial brasileiro que marcaram a década de 1940, ante a impossibilidade de importações provocada pela II Guerra Mundial, a região de Concórdia, no Estado de Santa Catarina, também atravessava por mudanças em seu perfil. Ainda assim, era uma cidade pequena, com cerca de 3 mil habitantes. É neste cenário de desenvolvimento econômico e social que surgiu a Sadia. Com as dificuldades na importação de maquinário, Fontana adquiriu as máquinas para a Sadia de um frigorífico falido em Guaporé, no Rio Grande do Sul:141

### Crescimento
A modernização do negócio começou com a chegada do engenheiro químico Victor Fontana, sobrinho de Attilio, que trouxe técnicas de higiene e conservação dos alimentos, reduzindo perdas. A empresa também passou a mandar funcionários à Europa e EUA para estudar as técnicas de produção, e abriu escritórios e fábrica no Paraná e São Paulo. Vinte anos após sua fundação, a Sadia permanecia uma empresa familiar, a família Fontana mantendo contato próximo com os funcionários do chão de fábrica. Na área executiva, iniciava uma rixa entre Victor Fontana e Osório Furlan, que gerenciava a parte administrativa, que viria a perdurar por anos, Attilio ainda sendo o controlador. No meio tempo, para operar os papéis da empresa, a Sadia fundara uma corretora, a Concórdia,:142-143 futuramente fundida com a Spinelli, hoje Necton.
Em 1950, um dos principais problemas enfrentados para o crescimento da produção era o seu transporte aos principais centros consumidores, em especial da Região Sudeste - os produtos eram perecíveis, e não existiam caminhões refrigerados. A Sadia então alugara alguns aviões para realizar o transporte aéreo dos produtos, obtendo uma vantagem competitiva com essa logística. A fim de obter benefícios fiscais concedidos às empresas aéreas, em 1955 criou a a Sadia Transportes Aéreos, que além de seus produtos oferecia opção de levar nas aeronaves também passageiros. O slogan difundido pela empresa, então, era: "Pelo ar, para seu lar". Esta empresa originou em 1972 a Transbrasil, falida em 2001. Após a chegada dos caminhões refrigerados, o transporte dos produtos voltou a ser por terra.:143-144
No mês de setembro de 1993, em parceria com a Granja Tres Arroyos, a Sadia ingressou no mercado da Argentina. A partir daí o processo de destinação de parte de sua produção foi uma constante. Exportando para 40 países, sendo um dos principais mercados o árabe, com filiais também em Milão e Tóquio. Em 1999, adquiriu as marcas Miss Daisy e Granja Rezende.:145 Attilio morreu em 1989, e em 1994 a empresa era dirigida pela terceira geração de herdeiros. Luiz Fernando Furlan, filho de Osório, presidia o conselho de administração, e Walter Fontana Filho, a presidência executiva. Entre 1994 e 2003, a rixa entre ambos se acirrava, prejudicando a gestão da companhia.:145-146 Ainda assim, a empresa crescera, as exportações saindo de 500 milhões de dólares em 1994 para 2,3 bilhões em 2007, e o valor de mercado de 450 milhões para 3,8 bilhões. 1994 foi também o ano em que a Perdigão, principal concorrente da Sadia, estava à beira da falência. A empresa chegou a ser oferecida à Sadia, que recusou, e acabou sendo adquirida pelo Previ. Reorientada, em 2007 atingiu o valor de mercado de 4,6 bilhões de dólares, ultrapassando pela primeira vez a Sadia.:147

### Quebra
De 1996 a 2007, boa parte do lucro da Sadia vinha de operações no mercado financeiro, enquanto que em outras empresas do mesmo ramo a maior parte do lucro era operacional, e apenas uma fração advinha de operações com papeis, conforme estudos do economista Oscar Malvessi.:149-151 Yara Fontana, neta de Attilio, comenta que a gestão realizava operações de risco com o caixa da empresa, mas ela não tinha voz no conselho. Em 2008, a companhia pretendia a compra da Frangosul por 1,2 bilhões de reais. No dia em que a compra seria realizada, o diretor financeiro da Sadia, Adriano Ferreira, anunciara a Fontana Filho, chorando, que a empresa estava com 5 bilhões de dólares descobertos no mercado futuro. Após reuniões emergenciais, a exposição foi reduzida para 3,4 bilhões, e em uma negociação com o banco inglês Barclays, uma operação de 1,4 bilhões foi desfeita. Investigações internas descobriram que a empresa vinha aumentando sua exposição no mercado futuro desde 2007, mas com a crise financeira de 2008 a situação saíra do controle. Para evitar a bancarrota e empresa obteve uma linha de crédito emergencial com o Banco do Brasil - durante a crise financeira, as linhas de crédito no exterior estavam exauridas.:151-153 Ferreira foi demitido, e Fontana Filho deixou o cargo, o papel de cada um no desastre financeiro sendo objeto de disputa judicial.:156-157:160-163

### Fusão com a Perdigão
Antes de deixar o cargo, Fontana Filho recorrera a Furlan, que já havia deixado o negócio mas ainda detinha 23% das ações. Furlan passou a comandar os negócios, e contatara o então presidente Luiz Inácio Lula da Silva, que prometeu ajudar a empresa em bancarrota. Ao contrário do que os sócios desejavam - um aporte do Banco Nacional de Desenvolvimento Econômico e Social - a ajuda do governo veio na forma de uma fusão com a Perdigão, a fim de retirar o controle da empresa dos Furlan e dos Fontana, passando-a às mãos do Estado (a Perdigão era controlada pelo Previ). Junto a isso, Sérgio Rosa, no comando do Previ, que detinha 5% da Sadia, já vinha buscando um assento no conselho para o fundo. Ao ser procurado por Furlan, Rosa telefonou para Nildemar Secches, então presidente do conselho Perdigão, informando que o governo queria que o Previ adquirisse a Sadia. Dias depois, Secches formalizou a oferta a Furlan, que recusou na esperança de um aporte do BNDES. Ao fechar 2008 com um prejuízo de 2,5 bilhões - o primeiro em sua história - e a empresa cedeu à fusão, criando a Brasil Foods.:157-160 A sede foi movida de Concórdia para Itajaí.:163

### Presente
Hoje a Sadia se constitui em um conglomerado de 20 empresas, sendo a primeira empresa no ranking comercial brasileiro de aves, carnes industrializadas, suínos e bovinos, e o segundo no mercado de soja. Atualmente tem uma fábrica na Rússia.
Todos os arquivos comerciais antigos da Sadia não têm mais vídeos, devido ao incêndio da TV Globo em 1976, mas se encontraria em plataformas como YouTube, sendo, entretanto, considerada uma obra perdida.

## Mascote
Por mais de vinte anos, a Sadia utilizou em sua comunicação publicitária, o personagem chamado Lequetreque, cartoon de um frango que utiliza capacete. Sua personalidade ágil está vinculada com os produtos da linha instantânea e com a tecnologia que a empresa desenvolveu para o peru de Natal: um pino vermelho que, por meio de um termostato, salta quando a ave está no ponto ideal, evitando que se perca tempo e que a refeição fique excessivamente assada.